# Via Amerina
Via Amerina var en romersk väg som gick mellan Baccanae och Clusium. Via Amerina utgjorde på så sätt en alternativ rutt på Via Cassia. Via Amerina gick mellan Baccanae vidare norrut till Falerii, Tuder och Perusia och anslöt åter till via Cassia vid Clusium. När Faroald I av Spoleto stängde Via Flaminia (som var livlinan mellan Rom och Ravenna) förstärktes Via Amerina och fick under en period stor militär och strategisk betydelse. 